# Gerry Bednob

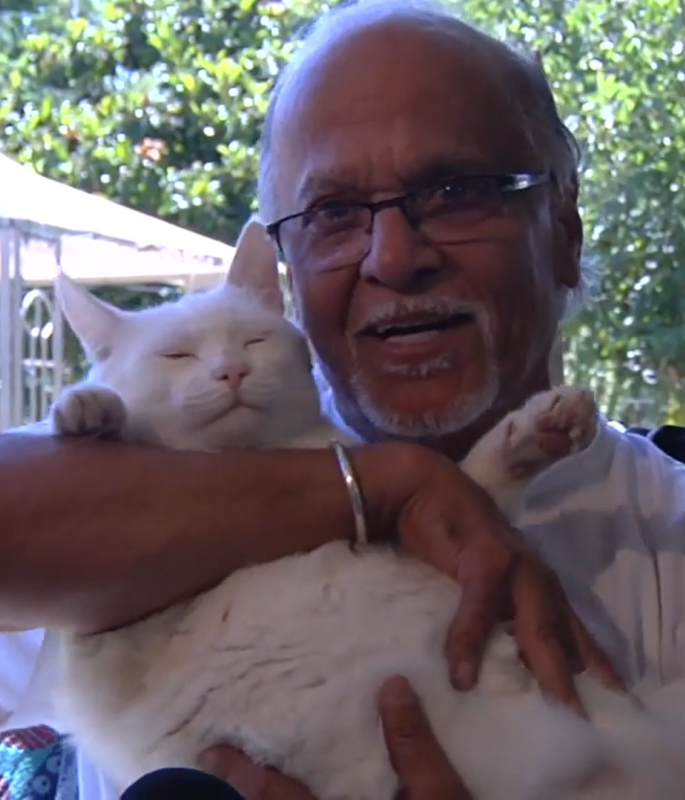
Gerry Bednob (2011)

Gerry Bednob est un acteur canadien né à Trinité-et-Tobago.

## Filmographie partielle
- 1992 : California Man, de Les Mayfield : Kashmir
- 1994 : Mon ami Dodger, de Franco Amurri : Mr. Rao
- 2002 : Friday After Next, de Marcus Raboy (en) : Moly's Father
- 2005 : 40 ans, toujours puceau (The 40 Year-Old Virgin), de Judd Apatow : Mooj
- 2007 : Walk Hard: The Dewey Cox Story de Jake Kasdan : The Maharishi
- 2008 : Zack et Miri font un porno (Zack and Miri Make a Porno), de Kevin Smith : M. Surya
- 2010 : La forêt contre-attaque (Furry Vengeance), de Roger Kumble : Mr. Gupta
- 2011 : Dance Battle : Honey 2 de Bille Woodruff : Monsieur Kapoor.